# Haywood Highsmith
Haywood Lee Highsmith Jr (ur. 9 grudnia 1996 w Baltimore) – amerykański koszykarz, występujący na pozycji niskiego skrzydłowego, obecnie zawodnik Miami Heat.
25 września 2019 został zawodnikiem Philadelphia 76ers. 19 października opuścił klub.
30 grudnia 2021 zawarł 10-dniowy kontrakt z Miami Heat. 9 stycznia 2022 dołączył po raz kolejny w karierze do Delaware Blue Coats. 15 lutego 2022 podpisał kolejną 10-dniową umowę z Miami Heat. 26 lutego 2022 zawarł trzeci 10-dniowy kontrakt z Heat.

## Osiągnięcia
Stan na 21 czerwca 2023, na podstawie, o ile nie zaznaczono inaczej.
NCAA II
- Mistrz turnieju konferencji Mountain East (MEC – 2018)
- Zawodnik roku konferencji MEC (2018)
- MVP turnieju MEC (2018)
- Zaliczony do:
  - I składu:
    - All-American DII (2016, 2018 przez NABC)
    - MEC (2016, 2018)
    - turnieju MEC (2017, 2018)

  - II składu MEC (2017)

NBA
- Wicemistrz NBA (2023)[9]